# Olenecamptus rufus
Olenecamptus rufus är en skalbaggsart som beskrevs av Stefan von Breuning 1947. Olenecamptus rufus ingår i släktet Olenecamptus och familjen långhorningar. Inga underarter finns listade i Catalogue of Life.